# Rodolphe Bresdin

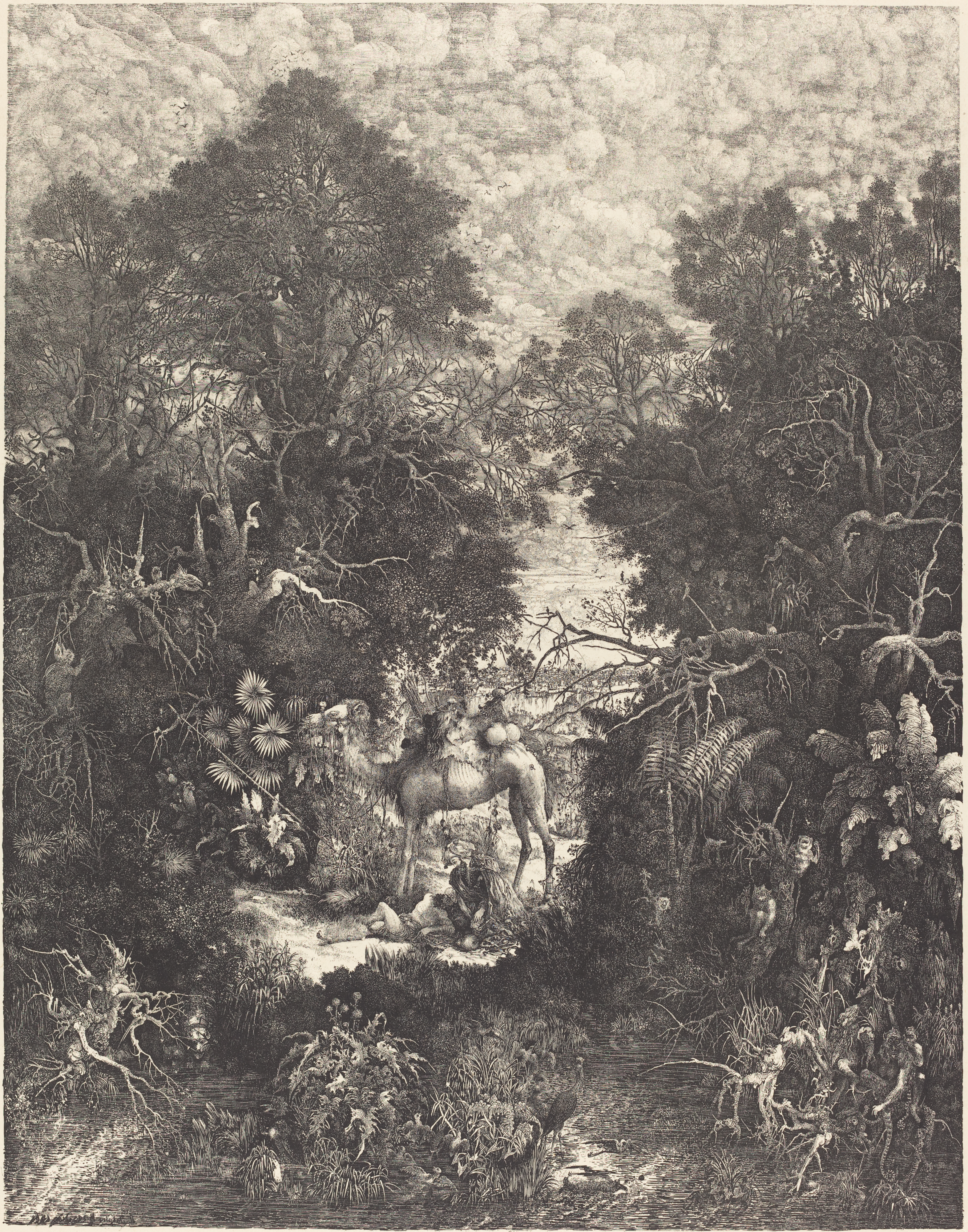
Der gute Samariter (1861)

Rodolphe Bresdin (* 12. August 1822 in Montrelais; † 14. Januar 1885 in Sèvres; Künstlername auch Chien-Caillou) war ein französischer Grafiker, der durch seine detailreich ausgearbeiteten Darstellungen der Natur, häufig als Hintergrund biblisch-religiöser Motive, bekannt wurde. Er gilt als Wegbereiter phantastisch-visionärer Darstellungsformen in der Romantik und wird deshalb manchmal auch als Protosurrealist bezeichnet.

## Leben
Seit dem 17. Lebensjahr arbeitete Bresdin in Paris als Radierer an Kopien älterer Stiche, vor allem von Albrecht Dürer und Rembrandt van Rijn und erlernte so die technischen Voraussetzungen für seine Radierungen und Federlithografien. Nach der Revolution von 1848/49 verließ er Paris, ging nach Tulle und lebte ab 1853 in einer Höhle in der Nähe von Toulouse. Im Jahre 1861 machte ihn Charles Baudelaire in Paris mit Théophile Gautier bekannt, und er wurde beauftragt, das ephemere „Revue fantaisiste“ zu illustrieren. Später wurde er Mitarbeiter dieser Revue. 1863 lernte er den etwa 15 Jahre jüngeren Odilon Redon, der ihn als seinen Vorläufer betrachtete, in Bordeaux kennen und wurde zumindest von 1864 bis 1866 dessen freundschaftlicher Mentor. 1871 gewann Bresdin eine Ausschreibung für die Gestaltung kanadischer Geldscheine, woraufhin er nach Kanada übersiedelte. 1876 kehrte er mit Frau und sechs Kindern, verarmt, mit Hilfe von Victor Hugo zurück nach Frankreich, wo er zu Lebzeiten keine Anerkennung fand.
Im Jahr 1964 wurden Arbeiten von ihm auf der documenta III in Kassel in der berühmten Abteilung Handzeichnungen gezeigt.